# Mitsutoshi Nakano

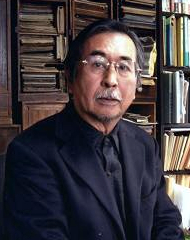
Mitsutoshi Nakano

Mitsutoshi Nakano (japanisch 中野 三敏, Nakano Mitsutoshi; geb. 24. November 1935 in der Präfektur Fukuoka; gest. 27. November 2019) war ein japanischer Literaturhistoriker.

## Leben und Werk
Mitsutoshi Nakano beendete 1958 sein Grundstudium an der Waseda-Universität und 1964 das Aufbaustudium an seiner Alma Mater. 1972 wurde er Assistenzprofessor und 1982 Professor an der Universität Kyūshū, die ihn 1999 als „Meiyo Kyōju“ verabschiedete. Anschließend übernahm er eine Professur an der Universität Fukuoka.
Nakanos Spezialgebiet war die Literatur der Edo-Zeit, zu deren Kenntnis er in vielen Veröffentlichungen einen Beitrag leistete. Für seine „Untersuchungen zu Gesaku“ (戯作研究, Gesaku kenkyu) erhielt er 1981 den „Suntory-Gakugei-Preis“ (サントリー学芸賞) und 1982 den „Kadogawa-Gen’yoshi-Preis“ (角川源義賞). Weitere Werke sind „Edo meibutsu hyōbanki annai“ (江戸名物評判記案内), als Herausgeber „Kindai zoshoin-pu“ (近代蔵書印譜) und als Mitherausgeber „Sharebon shūsei“ (洒落本集成).
2004 wurde Mitsutoshi als Person mit besonderen kulturellen Verdiensten geehrt und 2013 mit dem Kulturorden ausgezeichnet.